# Fărăgău
Fărăgău [fərəˈgəu] (deutsch Hölzeldorf, ungarisch Faragó) ist eine Gemeinde im Kreis Mureș in der Region Siebenbürgen in Rumänien.

## Geographische Lage

Lage der Gemeinde Fărăgău im Kreis Mureș

Die Gemeinde Fărăgău liegt in der Siebenbürgischen Heide (Câmpia Transilvaniei) – Teil des Siebenbürgischen Becken – im Westen des Kreises Mureș. Am Oberlauf des Șar ein rechter Zufluss des Mureș (Mieresch) und dem Drum național 16 befindet sich der Ort Fărăgău 18 Kilometer westlich von Reghin (Sächsisch-Regen) und etwa 35 Kilometer nördlich von der Kreishauptstadt Târgu Mureș (Neumarkt am Mieresch) entfernt.

## Geschichte
Der Ort Fărăgău wurde 1357 erstmals urkundlich erwähnt und war im Mittelalter ein rumänisches Knesendorf.
1357 wurde es erstmals in der päpstlichen Zehntliste unter dem Namen Farago als ein Dorf für Holzschnitzer erwähnt.
1461 hatte es mehrere Besitzer; Unter anderem war es Eigentum der siebenbürgischen Vízakna, Szentiváni Székely, Nádasdi Ungor, Toroszkai, Szobi, Kecseti, Toldalagi und anderer Familien.
1473 gehörte es János Ugor Nádasdi.
1711 verwüstete eine große Pest die Siedlung, der „schwarze Tod“ forderte hier 173 Opfer. Vor dem Friedensvertrag von Trianon gehörte es zum Bezirk Tekei des Kreises Cluj.
Im Königreich Ungarn gehörte der Ort dem Stuhlbezirk Teke in der Gespanschaft Klausenburg anschließend dem historischen Kreis Mureș und ab 1950 dem heutigen Kreis Mureș an.
Das eingemeindete Dorf Hodaia (ungarisch Faragótanya) ist eines von den zurzeit 130 unbewohnten Dörfer Rumäniens, davon sechs im Kreis Mureș (Stand 2018).

## Bevölkerung
Die Bevölkerung der Gemeinde Fărăgău entwickelte sich wie folgt:
| 1850 | 1.791 | 957   | 685 | - | 149            |
| 1920 | 2.437 | 1.407 | 999 | 6 | 25             |
| 1956 | 3.161 | 2.028 | 975 | 1 | 157            |
| 2002 | 1.659 | 815   | 227 | - | 617            |
| 2011 | 1.683 | 712   | 264 | 2 | 705 (Roma 641) |
| 2021 | 1.687 | 480   | 96  | - | 1.111          |

Seit 1850 wurde auf dem Gebiet der heutigen Gemeinde die höchste Einwohnerzahl und gleichzeitig die der Rumänen 1956 registriert. Die höchste Anzahl der Magyaren (1.149) wurde 1941, der Roma (961) 2021 und die der Rumäniendeutschen (12) wurde 1910 ermittelt.

## Persönlichkeiten
- Teodor Bogdan (1877–1945), in Fărăgău geboren war ein Volkskundler.[3][6]

## Sehenswürdigkeiten
- Im eingemeindeten Dorf Tonciu (Tesch) die reformierte Kirche[7] zwischen 1410 und 1450 errichtet, hat eine bemalte Kassettendecke und steht unter Denkmalschutz.[8]
- Im eingemeindeten Dorf Poarta (Birnthor) die Holzkirche Sfinții Arhangheli Mihail și Gavril, etwa um 1880 errichtet, 1965 erneuert.[9]
- Auf dem Areal der Gemeinde bildet der Fluss Șar den, nach unterschiedlichen Angaben, 35[10] oder 42 Hektar großen Fărăgău-See, ein Naturschutzgebiet der IUCN-Kategorie III Biotop- und Artenschutzgebiete.[11]

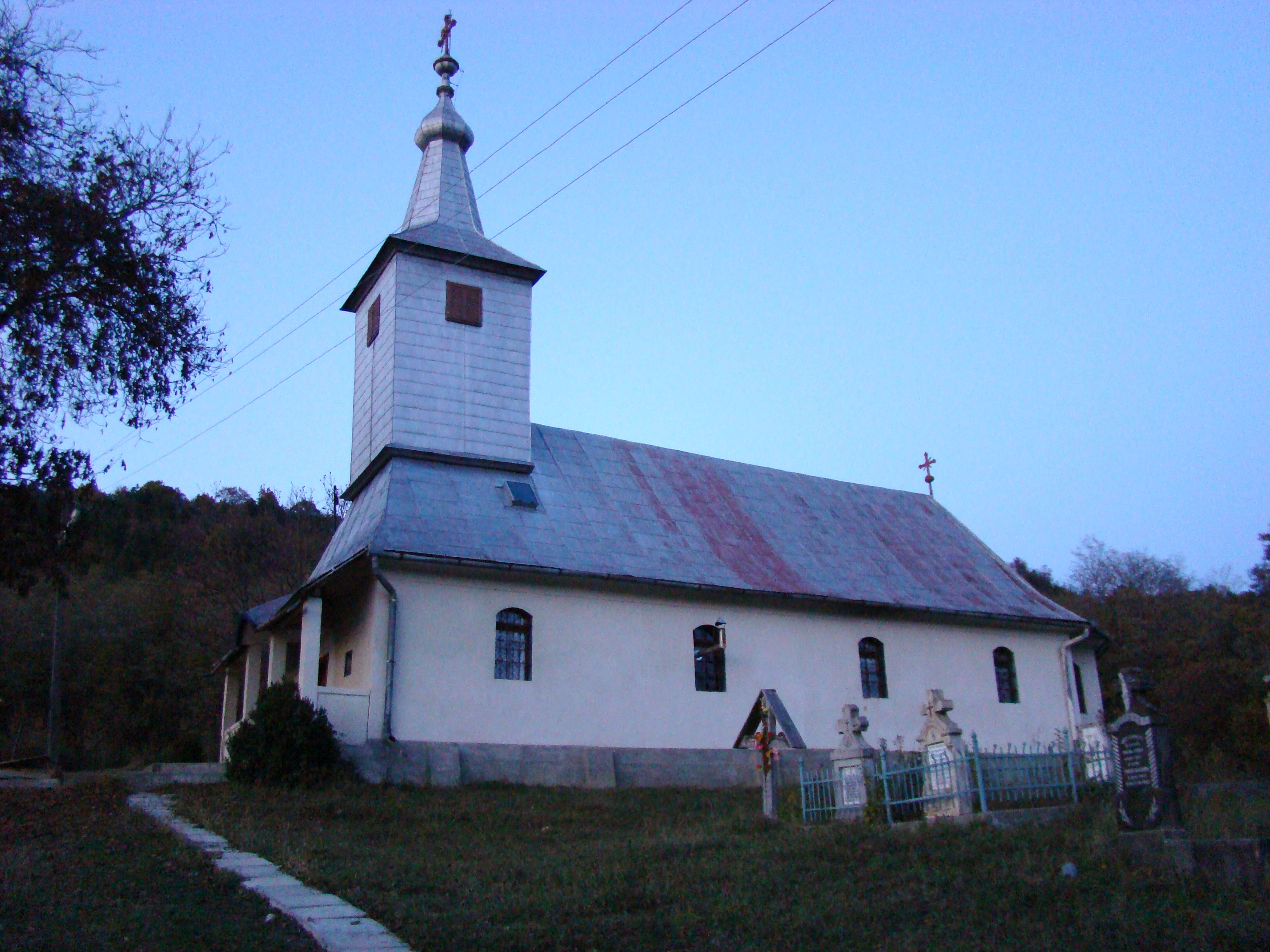
Kirche in Poarta
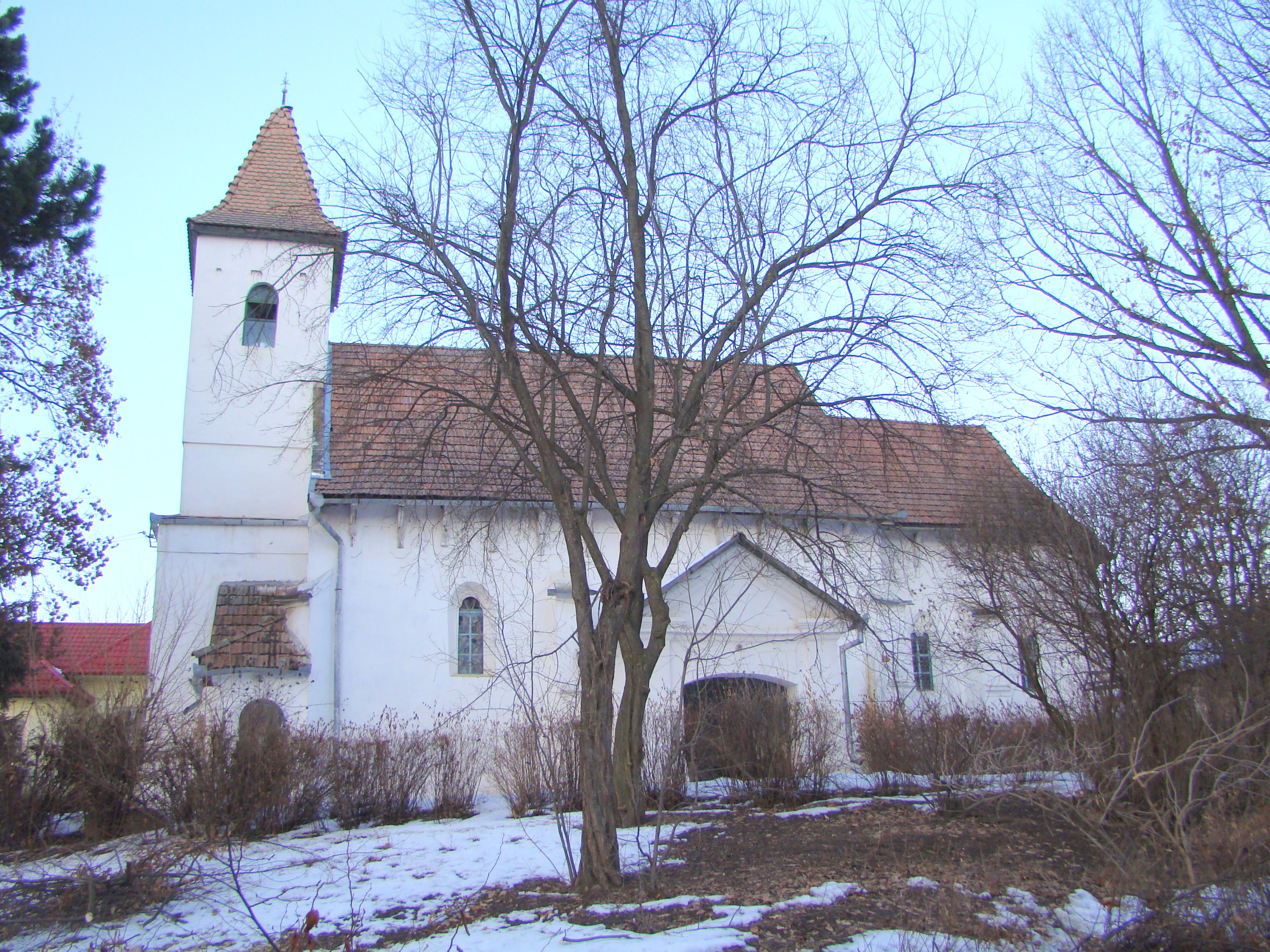
Kirche in Tonciu
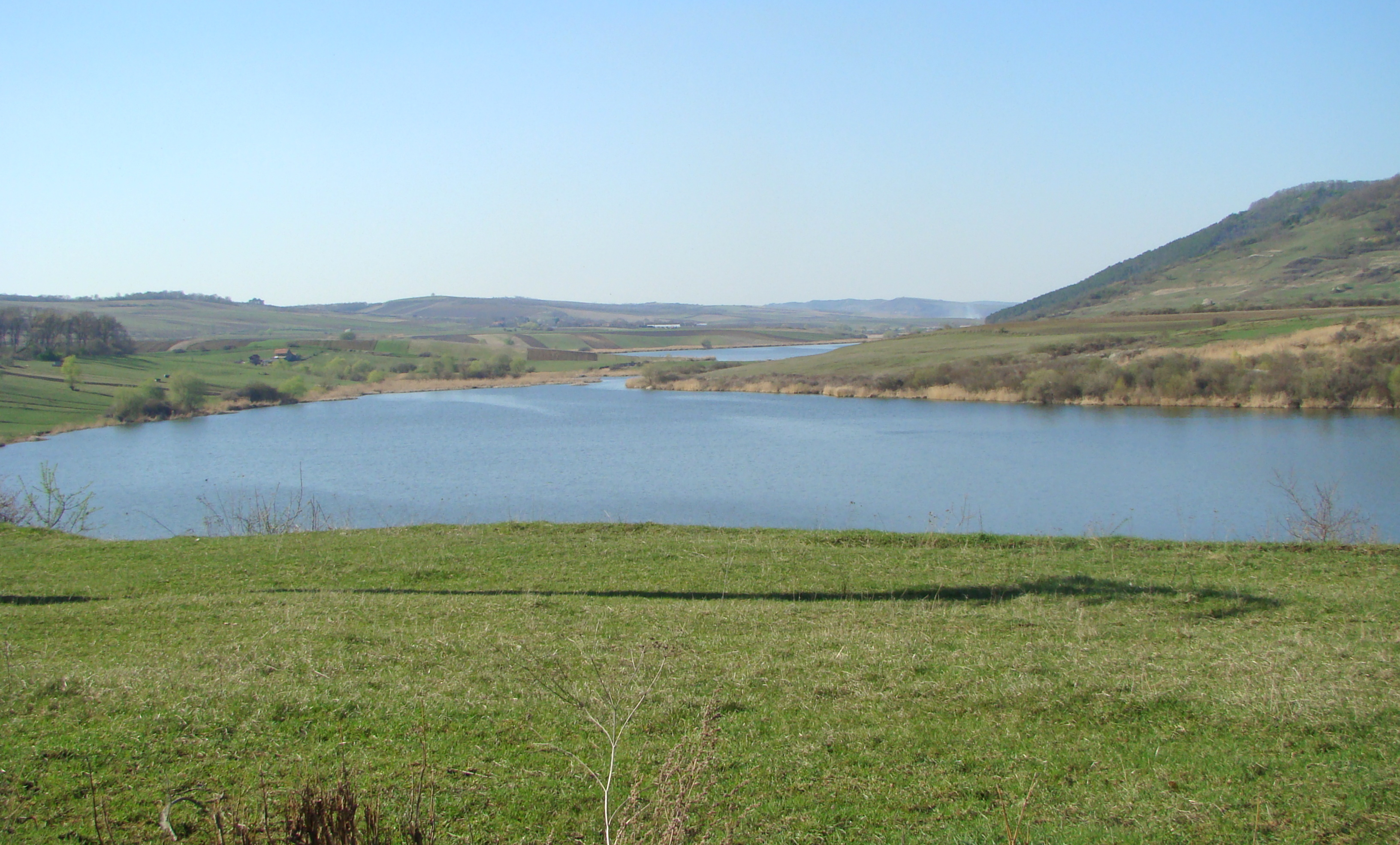
Der Fărăgău See